# 松下専次郎
松下 専次郎（松下 専治郎、まつした せんじろう、1872年〈明治5年〉10月 - 没年不明）は、日本の実業家、地主。族籍は鳥取県平民。

## 経歴
鳥取県平民・松下角作の二男。廃家・松下氏を再興する。質屋、金銭貸付業を営む。岡田汽船取締役、同監査役などをつとめる。

## 人物
住所は鳥取県西伯郡境町松ヶ枝町（現境港市松ヶ枝町）。

## 家族・親族
松下家
- 妻・イエ（1885年 - ?、植村虎次郎の二女）[5]
- 男・整吉[5][11]（1904年 - 1986年、松下酒店社長、境港ライオンズクラブ会長、境港商工会議所副会頭）
  - 同妻・さい（面谷友太郎の二女）[11]
- 長女（1907年 - ?、島根県人・植村善之助の養子となる）[5]
- 二女[5]

親戚
- 岡田庄作（海運業、岡田汽船、岡田物産、境港合同運送各社長） - 妻が松下伊作の三女である[12]。
- 面谷友太郎（面谷代表、酒類醸造業）[11][13]